# Cynar
Cynar (tʃiˈnar) ist ein italienischer Likör (Amaro) aus Artischocken (Cynara scolymus) und Kräutern von rötlich-brauner Farbe. Er hat einen leicht bitteren, herb-süßen Geschmack. Der Alkoholgehalt beträgt 16,5 % vol.
Cynar gilt wegen seines Gehalts an Artischockeninhaltsstoffen (Cynarin) als verdauungsfördernd und eignet sich deswegen gut als Digestif. Er kann entweder pur oder als Longdrink, klassisch mit Soda oder Cola, Tonic Water oder Bitter Lemon getrunken werden. Eine Zitronen- oder Orangenspalte im Glas dient der Aromatisierung und Dekoration.
Cynar wird von der Campari-Gruppe hergestellt.